# ABBA (album)
ABBA is het derde album van de Zweedse band ABBA. Na het succes op het Eurovisiesongfestival van Waterloo kreeg ABBA wereldwijde bekendheid. De nummers I Do, I Do, I Do, I Do, I Do, SOS en Mamma Mia werden hits over de hele wereld. Deze nummers zijn terug te vinden op dit album waarvan de teksten en muziek werden geschreven door Benny en Björn, in samenwerking met Stig Anderson.

## Nummers
A
1. "Mamma mia" (Andersson, Stig Anderson, Ulvaeus) – 3:32
2. "Hey, Hey Helen" (Andersson, Ulvaeus) – 3:17
3. "Tropical Loveland" (Andersson, Anderson, Ulvaeus) – 3:06
4. "SOS" (Andersson, Anderson, Ulvaeus) – 3:23
5. "Man In The Middle" (Andersson, Ulvaeus) – 3:03
6. "Bang-A-Boomerang" (Andersson, Anderson, Ulvaeus) – 3:04

B
1. "I Do I Do I Do I Do I Do" (Andersson, Anderson, Ulvaeus) – 3:17
2. "Rock Me" (Andersson, Ulvaeus) – 3:06
3. "Intermezzo No. 1" (Andersson, Ulvaeus) – 3:48
4. "I've Been Waiting For You" (Andersson, Anderson, Ulvaeus) – 3:41
5. "So Long" (Andersson, Ulvaeus) – 3:06

## Uitgebrachte singles
| Single met eventuele hitnotering(en) in de Nederlandse Top 40 | Datum van verschijnen | Datum van binnenkomst | Hoogste positie | Aantal weken | Opmerkingen                   |
| ------------------------------------------------------------- | --------------------- | --------------------- | --------------- | ------------ | ----------------------------- |
| I do I do I do I do I do                                      | 1975                  | 22-3-1975             | 3               | 10           | #3 in de Nationale Hitparade  |
| S.O.S.                                                        | 1975                  | 14-6-1975             | 2               | 10           | #2 in de Nationale Hitparade  |
| Mamma mia                                                     | 1975                  | 6-12-1975             | 13              | 7            | #12 in de Nationale Hitparade |